# Vanilla palmarum
Vanilla palmarum är en orkidéart som först beskrevs av Philipp Salzmann och John Lindley, och fick sitt nu gällande namn av John Lindley. Vanilla palmarum ingår i släktet Vanilla och familjen orkidéer. Inga underarter finns listade i Catalogue of Life.